# Serenata
La serenata és una forma per a orquestra de corda, de vent, mixta o conjunt de cambra. Fou un divertimento que tingué molta popularitat al segle xviii, es tocava al vespre, moltes voltes a l'aire lliure i era la preferida de les vetlades dels jardins dels aristòcrates. Prové de la paraula seré, calmat, reposat. El seu origen està en les balades que es cantaven per a festejar a les xiques al vespre, baix la seua finestra. En el segle xviii podia tenir fins a deu moviments.
Mozart compongué tretze serenates, la majoria per a celebrar un acte social com casaments o festes cortesanes. Les seues serenates comencen amb un moviment de marxa en forma sonata i després tenen dos moviments lents alternats amb minuets; un rondó i un final molt brillant que també pot ser una marxa. Per tant, podríem relacionar aquestas mena de serenata amb una suite italiana (sonata da camera) evolucionada. Una de les melodies clàssiques més coneguda de fet és Eine kleine Nachtmusik.
Beethoven compongué serenates amb trio de cordes (Opus 8) i per a flauta, violí i viola (Opus 25). En el segle xix altres compositors com Brahms o Dvořák compongueren serenates per a orquestra. També hi ha serenates com un lied com les de Franz Schubert, Richard Strauss o Jules Massenet o per a un instrument solista com les de Debussy i Ravel per a piano.
Considerada la serenata com una de les formes de la composició seriosa, direm que va haver de ser cultivada amb gran afecte pels compositors antics, especialment pels del segle xviii. Les escrivien ja amb destinació a les veus o bé per ser executades per instruments de corda o vent. La serenata vocal d'aquesta època pot ser considerada com una veritable cantata. Així la va tractar Händel en algunes ocasions, que parla de sérénade, com ara a la pastoral italiana Aci, Galatea e Polifemo, que data de 1709. Pel que fa a la serenata instrumental, molt en voga durant la segona meitat del segle xviii, es pot dir que durant força temps va ocupar una posició artística intermèdia entre la suite orquestral, anterior en data, i la simfonia, que la va seguir cronològicament.
De la primera va prendre els nombrosos aires de dansa que la constituïen, i de la segona va tenir, a més del colorit, la pràctica del desenvolupament temàtic més o menys extens. Encara que no se sotmetia a l'arquitectura general a cap principi rígid quant al nombre de peces de què constava i a l'ordre de les mateixes, dues parts hi eren indispensables: una marxa, que servia d'introducció o d'últim temps, i un minuet, que gairebé sempre s'interposava entre dos alegres o entre un alegre i un errant. Pel que fa a la gavota i la bourrée, característiques de l'antiga suite, van ser inexorablement proscrites de la serenata. Quan l'execució d'aquesta es confiava als instruments de vent, a Alemanya, es parlava de Harmoniemusik, terme que després hi ha quedat admès per designar en general la música escrita per a bandes. La serenata instrumental, ja per a orquestra o només per a instruments de vent, se solia anomenar també Cassation, i moltes composicions que no se'n diferenciaven gaire es titulaven Divertimenti.